# Antone

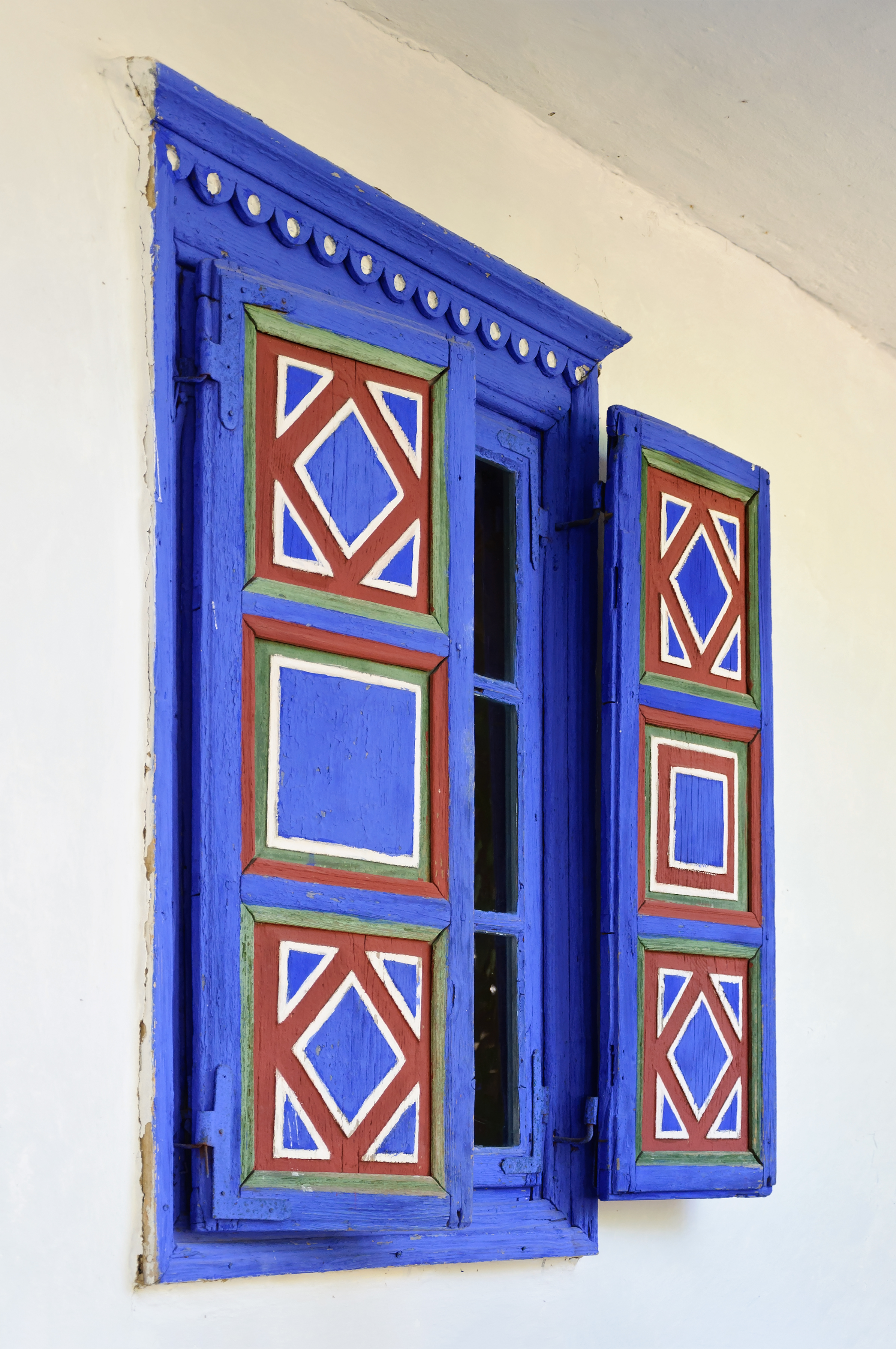
Scuri colorati di una finestra in Romania.

L'antone o scuro (dal longobardo skur, ‘riparo’) è un particolare tipo di schermo per infissi. Insieme alla persiana forma l'insieme delle imposte.
L'antone è un dispositivo complementare al serramento, con un'anta costituita da una superficie continua, formata da elementi posti verticalmente e collegati tra loro.
Più genericamente, può essere considerato uno schermo, ossia una parte integrata o integrabile nell'infisso che serve a coprire l'esterno di una finestra, proteggendola da luce, freddo e altre intemperie.
Il materiale utilizzato comprende solitamente solo legno massello o una combinazione di legno massello e pannelli in multistrato pantografato per esterno. Recentemente sono impiegati anche alluminio e PVC.
A differenza della persiana, lo scuro è costituito da un unico elemento in legno o più pezzi uniti tra loro senza che la luce filtri da alcuna fessura. Occasionalmente possono trovarsi figure intagliate al centro o incise sulla superficie, ma si tratta perlopiù di elementi decorativi senza una reale utilità.
L'antone può essere realizzato:
- a una, due, tre o quattro ante (o più);
- con differenti sistemi di apertura (a battenti, scorrevole, a libro);
- con caratteristiche peculiari (prospetti arcuati o trapezoidali, asimmetrie).

L'antone può essere montato:
- con il sistema classico;
- in monoblocco con la finestra;
- in monoblocco con imbotte;
- in monoblocco compact con cardini a sbalzo.

L'antone o scuro si deve distinguere dal cosiddetto scuretto, che è un infisso, generalmente più piccolo e leggero, con la medesima funzione di oscuramento dalla luce, ma posizionato al di dentro della finestra.

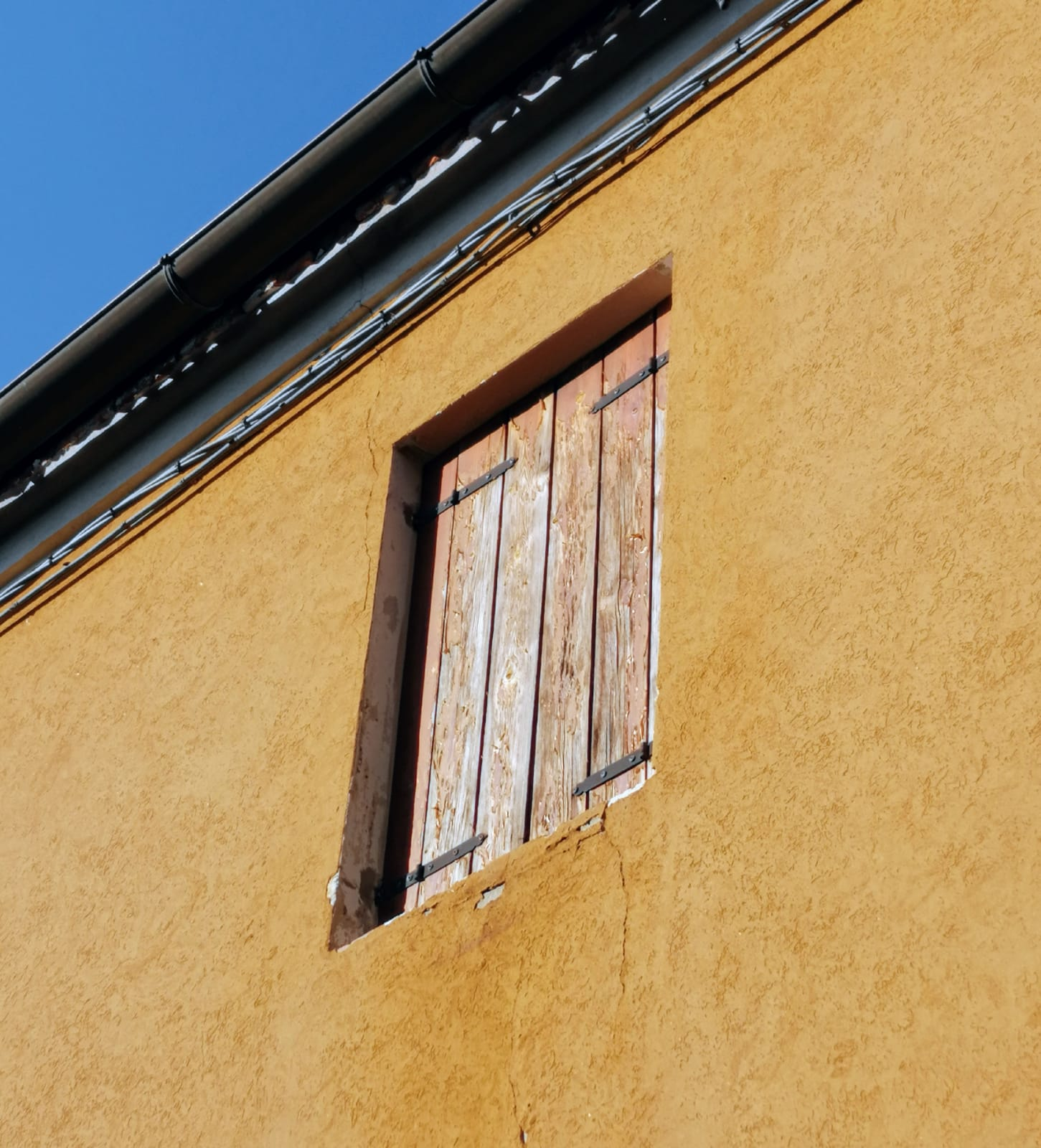
Antone nel borgo di Arquà Petrarca (PD)

## Gli scuri nelle regioni italiane
Gli scuri sono diffusi in Italia soprattutto nelle regioni nordorientali, come elemento di architettura popolare. Ogni provincia ha un suo stile particolare (per esempio vicentino, veronese, padovano, mantovano, cremonese).
Nel Nord-Ovest, in Liguria, in Toscana e in tutto il centro-sud sono invece più frequenti le persiane, sebbene talvolta possano trovarsi anche scuri, specie nelle costruzioni rurali, come segno di "rusticità".